# It's Hard
It's Hard — одинадцятий студійний альбом англійської групи The Who, який був випущений 4 вересня 1982 року.

## Композиції
1. Athena — 3:46
2. It's Your Turn — 3:39
3. Cooks County — 3:51
4. It's Hard — 3:47
5. Dangerous — 3:36
6. Eminence Front — 5:39
7. I've Known No War — 5:56
8. One Life's Enough — 2:22
9. One at a Time — 3:20
10. Why Did I Fall for That — 3:56
11. A Man Is a Man — 3:56
12. Cry If You Want — 5:18

## Склад
- Роджер Долтрі — вокал
- Джон Ентвістл — бас гітара, бек-вокал;
- Кенні Джонс — ударні
- Піт Таунсенд — гітара, синтезатори, фортепіано